# Стокснес
Стокснес (исл. Stokksnes) — мыс, расположенный на юго-востоке острова Исландия. Недалеко от мыса находится фьорд Хорнафьордюр, с расположенным на нём городом Хёбн.
Во время Холодной Войны здесь находилась построенная в 1955 году американская военная база со штабом в двести солдат. В настоящее время она переоборудована в радиолокационную станцию «Расьяурстобнюн» (исл. Ratsjárstofnun). В местности построены также маяк и небольшая церковь.